# Cleistanthus hylandii
Cleistanthus hylandii är en emblikaväxtart som beskrevs av Airy Shaw. Cleistanthus hylandii ingår i släktet Cleistanthus och familjen emblikaväxter.
Artens utbredningsområde är Queensland. Inga underarter finns listade i Catalogue of Life.